# Scinax garbei
Scinax garbei és una espècie de granota que es troba a Bolívia, el Brasil, Colòmbia, l'Equador, el Perú, Veneçuela i, possiblement també, Guyana.